# Bulbophyllum filifolium
Bulbophyllum filifolium är en orkidéart som beskrevs av Eduardo Leite Borba och E.C.Smidt. Bulbophyllum filifolium ingår i släktet Bulbophyllum och familjen orkidéer. Inga underarter finns listade i Catalogue of Life.